# Сражение при Чанище
Сражението при Чанище е битка между чети на Вътрешната македоно-одринска революционна организация с османски войски и е последното значимо по време на Илинденско-Преображенското въстание.
След опустошението на Костурско през въстанието, четите на Лазар Поптрайков и Иван Попов пристигат в Мариово, където се обединяват с голямата прилепска чета на Гьорче Петров. На 2 октомври четите се намират в Чанище, планирайки скорошна атака в Леринското поле и Суровичево, но са открити от османски части и атакувани още рано сутринта. Йово Йованович с двайсетина четници дава първоначален отпор, а междувременно отделенията на останалите войводи заемат близките чуки, а Гьорче Петров с материалите си успешно се изтегля от селото. До вечерта турските сили достигат 5 000 войници, но генералното сражение е отложено за следващия ден. Междувременно четите на ВМОРО разбиват кордона с хвърлени динамити и атаки „на нож“. При върховете Маргари и Орле турците оставят до 200 убити, от четниците загиват трима (Христо Бабчорски, Кузо Головода и Йордан Попев – Варошлия), а други 7-8 са ранени - сред тях Лазар Поптрайков и Йово Йованович.